# Hans-Joachim Strauch (Künstler)

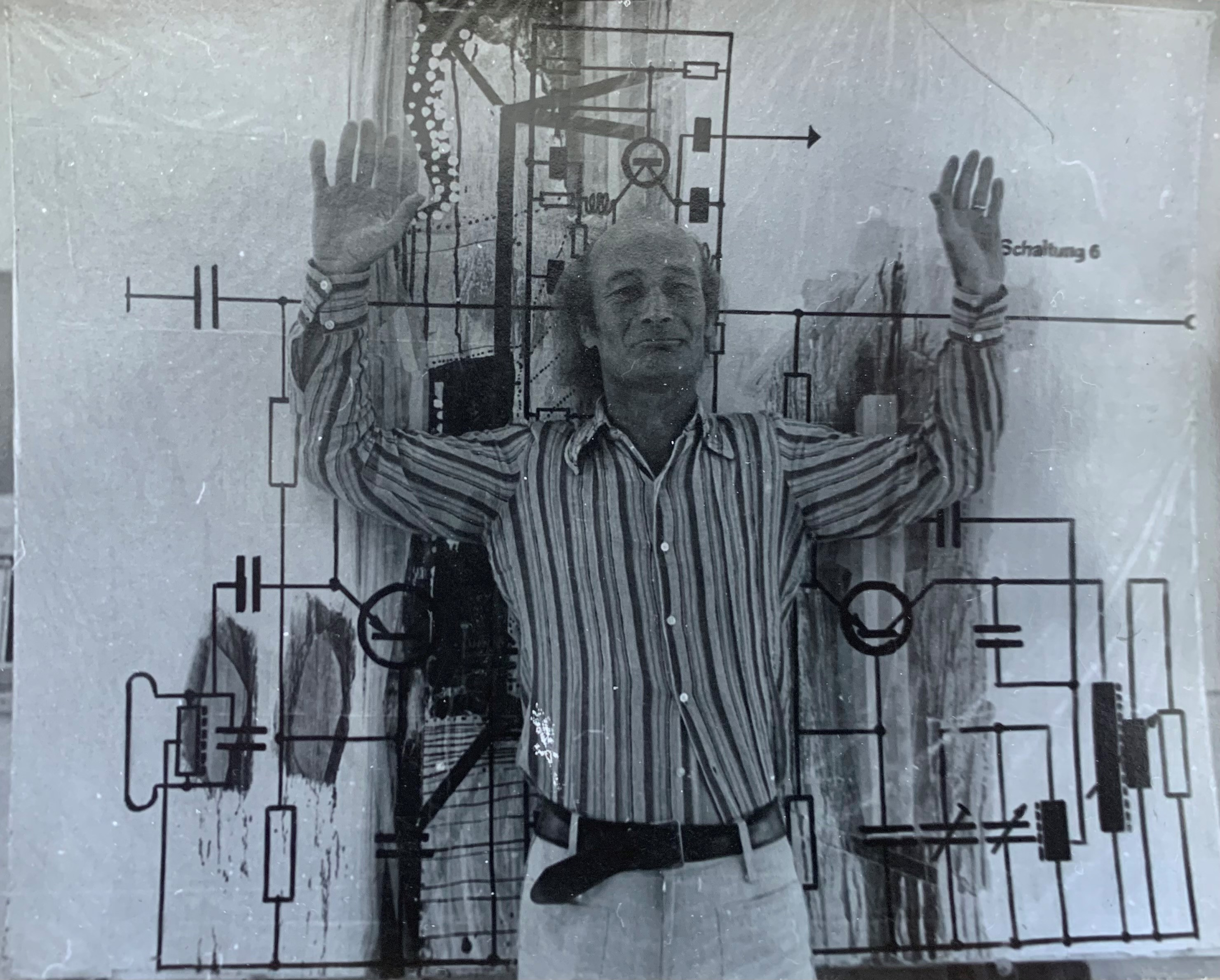
Hans-Joachim Strauch, um 1985 (Bildquelle: Nachlass Strauch, München)

Hans-Joachim Strauch (* 22. März 1930 in Neisse, Landkreis Neisse, Provinz Oberschlesien; † 31. Mai 1996 in München) war ein deutscher Künstler, Kunsterzieher und Hochschullehrer.

## Werdegang
Hans-Joachim Strauch wurde 1930 in Neisse (heute Nysa, Polen) geboren. Infolge des Zweiten Weltkriegs floh seine Familie 1945 nach Hawangen im Allgäu. Nach dem Abitur in Memmingen 1950 studierte er von 1951 bis 1955 an der Akademie der Bildenden Künste München bei Anton Marxmüller und schloss 1956 das Studium mit dem Ziel Kunstlehramt ab. Nach dem Referendariat in Volkach war er kurzzeitig am Gymnasium in Schrobenhausen tätig, bevor er 1960 an die Arthur-Kutscher-Realschule in München wechselte, wo er Kunsterziehung und Technisches Zeichnen unterrichtete. 1970 übernahm er einen Lehrauftrag an der Pädagogischen Hochschule München (PH Pasing), wo er bis zu seiner Pensionierung 1995 unterrichtete. Dort vermittelte er Malerei, Aktzeichnen, Kunstgeschichte und Technisches Zeichnen.
Strauch war zweimal verheiratet und hatte insgesamt vier Kinder. Er starb 1996 in München.

## Werk

### Frühe Arbeiten und Stilentwicklung

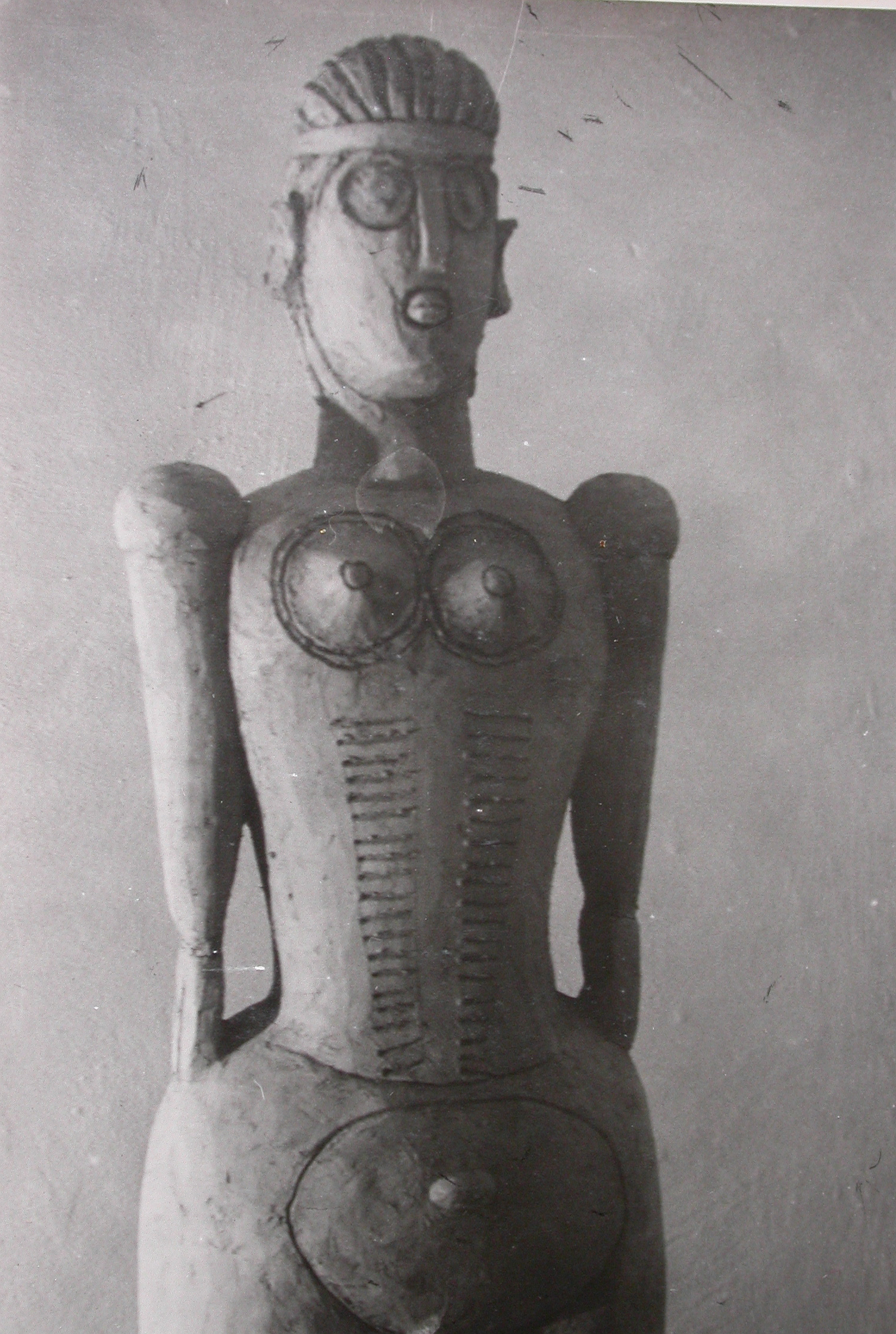
Keramik von Hans-Joachim Strauch, o.T. (Frauentorso), um 1955. Photo Nachlass Strauch

Strauchs frühes Werk der 1950er und 1960er Jahre ist vom Experimentieren mit verschiedenen stilistischen Einflüssen geprägt. Ab etwa 1957 entwickelte er eine individuelle, abstrakt-expressive Bildsprache, die sich formal am europäischen Informel orientierte. Seine Arbeiten dieser Zeit zeichnen sich durch eine reduzierte Farbpalette mit der Dominanz von Schwarz und Weiß, gestische Malweise und eine emotionale, oft existentielle Bildwirkung aus.

### Archaische Gruppe

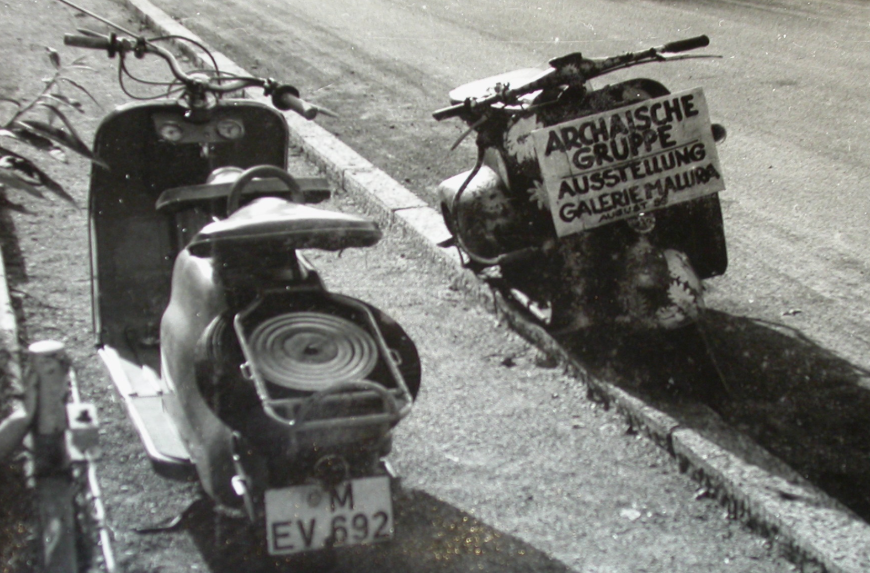
Werbung für die "Archaische Gruppe" auf einem Motorrad, München 1955. Foto aus dem Nachlaß Strauch.

1955 gründete Strauch gemeinsam mit Michael Langer und Barbara Albrecht in München die Archaische Gruppe (AG). Ziel der Gruppe war die Rückbesinnung auf elementare, symbolische Formen. Die Gruppe zeigte ihre erste Ausstellung vermutlich im August 1955 im Künstlerkreis um Oswald Malura in München. Ein weiterer Auftritt erfolgte in einer Gruppenausstellung 1960 in Fulda.
Strauchs Beiträge zur AG manifestierten sich insbesondere in keramischen Arbeiten wie Vasen, Kleinskulpturen und Kandelabern. Diese Werke zeigen starke geometrische und stilisierte Formen mit ornamentalen Details und erinnern in ihrer blockhaften Struktur an Kuroi-Figuren aus der griechischen Archaik."Es war eine Protesthaltung gegen die gute, alte, gepflegte, geistvolle Malerei der Akademie. Wir wollten zurück zu den Anfängen der Kunst, ins Archaische" resümiert Strauß selbst diese Zeit. Die AG stellte sich gegen die „romantisierende Primitivität“ der Moderne und suchte stattdessen nach einer formalen Neugründung aus der vermuteten archaischen Klarheit heraus.

### Gruppe K
1965 gründete Strauch mit Walter Raum, Dieter Stüver und Irma Hünerfauth die Gruppe K in München. Soweit bis heute erforscht, kann die Gruppe als lockere Künstlervereinigung mit wechselnden Teilnehmern und mit einem Fokus auf druckgrafische Arbeiten verstanden werden. Die Gruppe brachte sich in verschiedene Ausstellungen ein, zeigte mindestens eine Ausstellung in der Galerie Avant Art Galerie Casa in München und veröffentlichte 1965 das Mappenwerk „12 Originalgrafiken der Gruppe K“ (mit einem Vorwort von Franz Roh). Die in die Mappe eingebrachte(n) Grafik(en) von Strauch verbindet eine gestische Linienführung mit großflächiger Schwärze und steht exemplarisch für die prozesshafte, subjektive Bildsprache der Gruppe. Technisch arbeitete Strauch mit Radierung und Aquatinta. Die Werke dieser Phase sind geprägt von einer Konzentration auf Struktur, Textur und inneren Ausdruck jenseits figurativer Darstellungen. Die Gruppe K war Teil einer breiten Bewegung der Demokratisierung von Kunst in den 1960er Jahren, als Grafikmappen zu einem verbreiteten Medium wurden. Die Aktivitäten der "Gruppe K" fielen in eine Zeit des künstlerischen Aufbruchs in München, in der sich zahlreiche Künstlergruppen formierten, um neue Ausdrucksformen zu erkunden und sich vom etablierten Kunstbetrieb abzugrenzen. Obwohl die "Gruppe K" bei weitem nicht die gleiche Bekanntheit erlangte wie andere Gruppen (SPUR), trug sie dennoch zur Vielfalt und Dynamik der Münchner Kunstszene der 1960er Jahre bei. Die vor allem grafischen Arbeiten spiegeln den experimentellen Geist und die Suche nach neuen künstlerischen Ausdrucksformen wider, die für diese Epoche charakteristisch waren.

### Schwarz-Weiß-Malerei

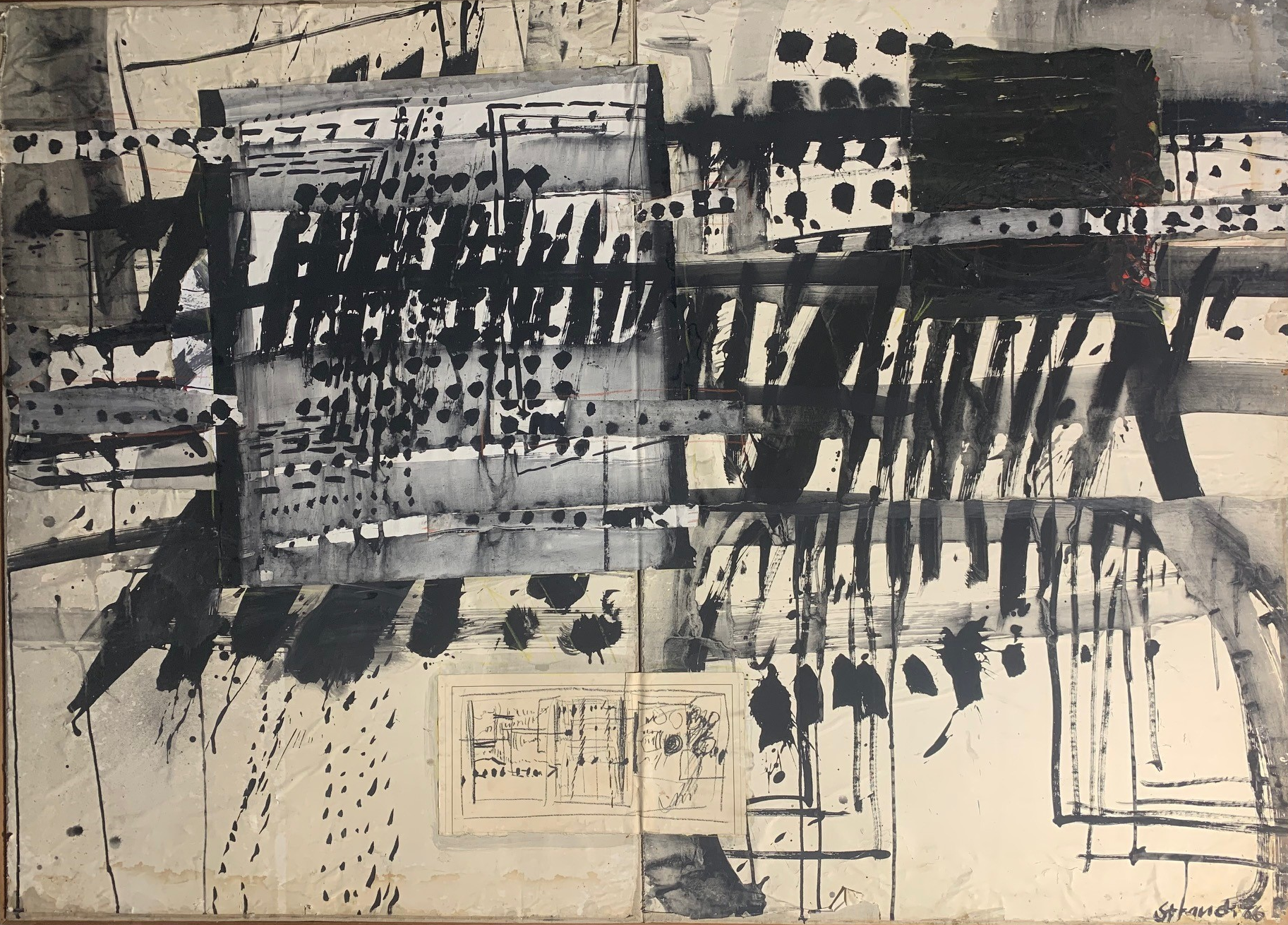
Hans Joachim Strauch, ohne Titel, 1966, Mischtechnik/Collage auf Leinwand, 130 × 181 cm, Nachlass Strauch

In den 1960er- und 1970er-Jahren erlebte die Münchner Kunstszene eine Phase intensiver künstlerischer Auseinandersetzung mit Reduktion, Konzeptkunst und medialen Experimenten. In diesem Kontext spielte die Schwarz-Weiß-Malerei eine bedeutende Rolle als Ausdruck radikaler formaler und inhaltlicher Reduktion. Dabei stand sie oft im Spannungsfeld zwischen gestischer Abstraktion und konzeptueller Klarheit.
Inspiriert von internationalen Strömungen wie der Minimal Art und der Konkreten Kunst begannen auch Münchner Künstlerinnen und Künstler, die Farbe bewusst aus ihrer Arbeit zu verbannen. Die Konzentration auf Schwarz, Weiß und die Grauabstufungen dazwischen ermöglichte eine intensivere Untersuchung von Form, Struktur, Rhythmus und Materialität. Diese Beschränkung wirkte wie ein methodisches Werkzeug zur Schärfung der künstlerischen Aussage.
Wichtige Impulse gingen dabei vom Umfeld der Akademie der Bildenden Künste München aus. Lehrende und Studierende experimentierten dort mit der Wirkung von Hell-Dunkel-Kontrasten, seriellen Ordnungen und dem Verhältnis von Fläche und Raum. Künstler wie Rupprecht Geiger oder Günter Fruhtrunk, die nicht ausschließlich in Schwarz-Weiß arbeiteten, hatten durch ihre Lehrtätigkeit und ihr Interesse an formaler Strenge Einfluss auf eine nachfolgende Generation, die teils bewusst auf Farbe verzichtete.
In München fand zudem eine lebendige Auseinandersetzung mit Fotografie, Druckgrafik und neuen Medien statt – alles Bereiche, in denen Schwarz-Weiß als ästhetisches und technisches Mittel ohnehin eine dominante Rolle spielte. Die Überschneidungen zwischen Malerei und Fotografie führten zur Auflösung klassischer Gattungsgrenzen und zu einer erweiterten Bildauffassung. In dieser wurde das Schwarz-Weiß nicht nur als Verzicht, sondern auch als bewusste Entscheidung für Klarheit, Konzentration und meditative Wirkung verstanden.
Während in den frühen Gemälden von Strauch um 1957 Schwarz und Weiß bereits eine dominierende Rolle haben, verschafften zu Beginn formelle Einspielungen in Rot noch vitalisierende Elemente. Strauch reduzierte diese Marginalfarbigkeit in den Folgejahren weiter und fand um 1963 zu einer fast durchgehenden Schwarz-Weiß-Malerei: „Hans Joachim Strauch disponiert die Fläche (…) übersichtlicher und unterscheidet in verschiedenen Zonen dann abgedämpft schwärzlich Grund-lagen von akzentuierten, oft in einem staccato aufgesetzten Kurz-akzenten, deren Weiß ins Silbrige und Leuchtende hinüberführt“.

## Bedeutung
Hans-Joachim Strauch war ein Vertreter jener Künstlergeneration, die nach dem Zweiten Weltkrieg nach neuen Ausdrucksformen suchte, jenseits von politischer Vereinnahmung und tradierten Stilen. Sein Werk steht an der Schnittstelle zwischen individueller Auseinandersetzung mit existenziellen Themen und kollektiver künstlerischer Praxis. In der Münchner Kunstszene der 1950er bis 1970er Jahre war er sowohl als Künstler wie als Lehrer eine prägende Persönlichkeit. Ab 1971 verweigerte Strauch weitgehend die Ausstellung seiner Arbeiten in der Öffentlichkeit und wollte diese Geste als konsequente Haltung gegen die Kommerzialisierung der Kunst, vor allem durch die Popart, verstanden wissen.

## Gruppenausstellungen (Auswahl)
- 1953 Frühjahrsausstellung Kunstverein Hannover
- 1955 Ausstellung in der Galerie Malura „Archaische Gruppe“, München
- 1960 (30. April–22. Mai) Ausstellung „Archaische Gruppe“ in der Galerie Junge Kunst, Fulda
- 1961 Ausstellung im Haus der Kunst mit der „Freien Münchner und deutschen Künstlerschaft e.V.“, München
- 1962 Ausstellung des Herbstsalons im Haus der Kunst, München
- 1963 Ausstellung des Herbstsalons im Haus der Kunst, München
- 1964 Ausstellung des Herbstsalons im Haus der Kunst, München
- 1964 (31. Oktober–29. November) Ausstellung für den „Deutschen Kunstpreis der Jugend 1964“ in der Kunsthalle Mannheim
- 1964 Ausstellung „Junge deutsche Kunst der Gegenwart“ im Salon Comparaison des Museé d’Art Moderne, Paris
- 1965 Ausstellung des Herbstsalons im Haus der Kunst, München
- 1965 Ausstellung des Frühjahrs Salon, Augsburg
- 1966 Ausstellung des Herbstsalon im Haus der Kunst, München
- 1966 Ausstellung Hommage á Franz Roh, Kunstverein München
- 1966 Ausstellung Kunst der Graphik in und um München. Querschnitt 1966 in der Staatlichen Graphischen Sammlung München
- 1967 Mehrere Ausstellungen mit der Gruppe „Inter“ in Aalborg, Oslo, Trondheim und anderen internationalen Städten
- 1968, 1969: Ausstellung des Herbstsalons im Haus der Kunst, München
- 1970–1972, 1986: Große Kunstausstellung München im Haus der Kunst, München

## Einzelausstellungen (Auswahl)
- 1996 Galerie Rogge, München
- 2002 Galerie Dieterle + Partner, Stephanskirchen/Haidholzen

## Werke in Museen
- Abstrakte Kompositionen, Zinkätzungen, 1965, Lenbachhaus, München, Invnr. G 13504